# Janiralata
Janiralata är ett släkte av kräftdjur. Janiralata ingår i familjen Janiridae.

## Dottertaxa tillJaniralata, i alfabetisk ordning[1]
- Janiralata aberrantis
- Janiralata bifurcata
- Janiralata bilobata
- Janiralata bisinuata
- Janiralata chuni
- Janiralata davisi
- Janiralata erostrata
- Janiralata gurjanovae
- Janiralata hexadentata
- Janiralata holmesi
- Janiralata intermedia
- Janiralata koreaensis
- Janiralata kurilensis
- Janiralata microphthalma
- Janiralata modesta
- Janiralata obliterata
- Janiralata occidentalis
- Janiralata ochoensis
- Janiralata pilosa
- Janiralata problematica
- Janiralata rajata
- Janiralata rhacuraeformis
- Janiralata sagamiensis
- Janiralata serrata
- Janiralata shiinoi
- Janiralata solasteri
- Janiralata soldatovi
- Janiralata triangulata
- Janiralata tricornis
- Janiralata vitjazi